# باولا فيسنتي
باولا فيسنتي (بالبرتغالية: Paula Vicente‏) هي فنانة برازيلية، ولدت في 1519، وتوفيت في 1576.